# Errore fatale (film 1992)
Errore fatale è una miniserie televisiva del 1992, diretta da Filippo De Luigi.

## Trama
Il film affronta il delicato problema dell'AIDS. La giornalista televisiva Giulia Visconti, con il diffondersi della notizia della sua sieropositività, si allontana da colleghi, amici, dal marito e dal figlio, venendo anche allontanata dal lavoro dal marito stesso (che é direttore del telegiornale che conduce Giulia), e per di più la banca gli blocca i suoi conti bancari. L'unica amica rimasta accanto è Maria, la quale viene però allontanata da Giulia, che la ritiene responsabile della fuga di notizie sul suo stato di salute.

## Distribuzione
La miniserie andò in onda in prima visione su Canale 5 in due parti, l'8 e il 15 aprile 1992.